# Ludovic Mercier
Ludovic Mercier (Angoulême, 1º novembre 1976) è un ex rugbista a 15 e allenatore di rugby a 15 francese, miglior realizzatore di punti in European Challenge Cup.

## Biografia
Nativo di Angoulême, nella Charente, Mercier iniziò a giocare a rugby a 7 anni nel locale club, con il quale esordì in Seconda divisione a 16 anni prima di passare al Béziers e, con esso, debuttare in Prima divisione nel 1995.
Con tale club esordì anche in European Challenge Cup nel 1997, per poi trasferirsi nel 1998 all'Aurillac, in cui rimase tre stagioni.
Nel 2001 ebbe la sua prima esperienza inglese, nel Gloucester, durata due anni nel corso dei quali vinse la Coppa Anglo-Gallese e anche la finale di campionato, la quale però all'epoca non era ancora valida per l'assegnazione del titolo di Campione d'Inghilterra, in quanto quest'ultimo veniva deciso dalla classifica generale a girone unico.
A seguito di sopraggiunte difficoltà economiche del club Mercier fece ritorno in Francia, al Grenoble.
Dopo due anni a Grenoble Mercier ebbe la sua seconda esperienza a Gloucester, nel corso della quale vinse la Challenge Cup 2005-06; dal 2007, dopo avere rescisso consensualmente il contratto che lo legava in Inghilterra fino al 2008, milita in Italia nel Petrarca, inizialmente con un impegno di una sola stagione, poi prolungato.
Nel 2008-09 Mercier fu il miglior realizzatore del Super 10, con 201 punti; nel gennaio 2010 divenne inoltre il miglior realizzatore assoluto della European Challenge Cup, raggiungendo il traguardo dei 517 punti, davanti agli inglesi Olly Barkley e Jonny Wilkinson, record in seguito migliorato a 520 a tutta la stagione sportiva 2009-10.
A giugno 2010 Mercier fu ingaggiato dagli Aironi, franchise italiana in Celtic League; a metà stagione, tuttavia, la neonata franchise restituì Mercier al Petrarca, compagine con cui si aggiudicò lo scudetto 2010-11.
Dopo la vittoria nel campionato Mercier si è trasferito presso il Saint-Étienne, club francese di Fédérale 1 (terza divisione nazionale).
Terminata la carriera agonistica nel 2013, è divenuto allenatore e il suo primo incarico nel nuovo ruolo tecnico è stato allo SCO Angers.
Nel 2015 ritorna in Italia come allenatore dell'Aquila Rugby Club.

## Palmarès
- Coppe Anglo-Gallesi: 1
Gloucester: 2002-03
- Challenge Cup: 1
Gloucester: 2005-06
- Campionati italiani: 1
Petrarca: 2010-11